# Вермишев, Христофор Аввакумович
Христофор Аввакумович Вермишев (Кристофор Абакумян Вермишян(ц), арм. Քրիստափոր Վերմիշյան(ց); 2 января 1863, Тифлис — 1933, Пятигорск, Северо-Кавказский край) — российский и армянский политик, журналист и общественный деятель. Избирался городским головой Тифлиса (11 октября 1904 — 14 сентября 1905), в период 1918—1921 был министром в правительстве независимой Армении.

## Биография
Рос в многодетной семье.
Отец — Вермишев Аввакум (1834—1890), нефтепромышленник, владел нефтяными скважинами в Баку
Мать — Евангулова Нина Богдановна.
Братья — Иван (1855—?), Александр (1857—?), Михаил, сестры Мария и Наталья (в замужестве Патваканова).
В 1885 г. X. Вермишев был избран уполномоченным председателя государственного имущества на Кавказе (И. И. Тихеева) и получил задание исследовать экономическое положение государственного крестьянства на Кавказе. Ему был вверен отдел, занимавшийся Ахалцихе и Ахалкалаки.
В 1886 г. X. Вермишев был избран секретарем Кавказского сельскохозяйственного общества.
В 1888 г. был избран членом Кавказского сельскохозяйственного общества.
В 1891 г. был избран гласным (членом) городской думы Тифлиса.
Вскоре был переведен в Батум и стал управлять тамошним отделением Тифлисского торгового банка.
С октября 1896 г. по ноябрь 1898 г был членом городского правления Тифлиса.
Начиная с 1899 г. Вермишев служил в нефтяном товариществе Манташянца.
11 октября 1904 г был избран тифлисским городским головой. Занимал эту должность до 14 сентября 1905 года, то есть, меньше года.
С 1909 г. редактировал издававшуюся в Баку русскую газету «Баку».
X. Вермишев являлся автором многих научных, идеологических и публицистических материалов. В 1904 году он издал брошюру «Материалы для истории грузино-армянских отношений» задуманное как полемический ответ на вышедшее в 1902 году эссе Ильи Чавчавадзе «Армянские учёные и вопящие камни».
После установления Советской власти Вермишев был ограничен в правах, был лишён права занимать государственные посты. Продолжал выступать с публикациями на страницах периодических изданий и издавать книги.
X. Вермишев умер в 1933 г. и был похоронен на армянском кладбище в Пятигорске.

## Семья
Жена — Варвара Александровна Аргутинская-Долгорукая
- Сын — Иван (1893—1976)
  - Внучка — Вермишева Екатерина Ивановна (1925—1998), кинорежиссёр
  - Внук — Вермишев Константин Иванович (1929-…), инженер
- Дочь — Екатерина
- Сын — Григорий(1894—1973), писатель
- Дочь — Елена (1898—1990), художник, жила в Италии под именем Элен Понс
- Сын — Константин (1901—1973)
  - Внук — Вермишев Михаил Константинович (1939—2019), Национальный эксперт ООН, Член-корреспондент Инженерной академии Армении и Российской экологической академии. Член правительственной комиссии Армении по банкротству и возобновлению работы предприятий.
  - Внучка — Вермишева Сэда Константиновна (1932—2018), поэтесса.

Жена — Амалия Фридриховна Даммер
- Сын — Христофор (1914—1942)
- Дочь — Нина (1915—1953)
  - Внук — Арутюнян Юрий Эммануилович(1943-…)
- Сын — Юрий (1920—2011), учёный